# 高井真理子
高井 真理子（たかい まりこ、1968年8月14日 - 2011年9月9日）は、元NHKアナウンサー。NPO法人代表者。本名、小林 真理子（こばやし まりこ）旧姓、高井。

## 経歴・人物
東京都出身。筑波大学附属高等学校、東京大学法学部卒業後、1992年入局。初任地は京都局で、その後東京アナウンス室勤務となる 。なお、実弟の妻はNHKアナウンサーの後輩である島津有理子。
2001年1月22日に、大手化粧品メーカーのコーセーで会長を務めていた小林禮次郎の二男・小林孝雄と結婚。2002年3月31日をもって、NHKを退職した。娘が1人いる。
2011年4月に胃癌であることが判明し、治療に努める一方、「ガンで親を亡くした子供たちを支援する」ことを目的としたNPO法人『aims(エイムス)』を旗揚げして本格的な活動を展開しようとしていたところ、同年9月9日に死去。43歳没。当人の死去は、葬儀を終えてからNPO法人を引き継いだ実弟より公表された。コーセーにとっては、8月13日に元社長の小林禮次郎が脳梗塞のため83歳で死没し、9月28日のお別れの会に向けた準備を進める中での弔事となった。

## アナウンサー時代の担当番組
- クイズ歴史紀行（BS2）
  - 京都放送局時代に担当。関西地区のNHKの共同制作
- NHKニュースおはよう日本
  - 1998年4月 - 1999年3月：土曜・日曜・祝日担当
  - 1999年4月 - 2002年3月：平日第一部（AM5:00 - 7:00）担当

## 同期
- 伊藤由紀子、大橋信之、緒方啓三、小笹俊一、小野文惠、加藤謙介、栗田勇人、里匠、三瓶宏志、鈴木理司、高鍬亮、田中秀喜、田淵雅俊、出山知樹、所浩英、鳥海貴樹、中尾晃一郎、中村豊、荷方賢治、野村優夫、福田光男、藤本憲司、堀井洋一、真下貴、本沢一郎、八尋隆蔵、山本美希。